# Route nationale 77
Die Route nationale 77, kurz N 77 oder RN 77, ist eine französische Nationalstraße.

## Aktueller Straßenverlauf
Die aktuelle Nationalstraße verbindet die Städte Auxerre und Troyes miteinander. Dieser Abschnitt ist Teil der zweiten Variante des Grand contournement de Paris. Sie soll bis 2025 durch die Autobahn 26 ersetzt werden. Gleiches gilt auf für den 1978 von der N151 übernommenen Abschnitt.

## Historischer Straßenverlauf
Die historische Nationalstraße verlief von 1824 bis 1973 zwischen Nevers und der belgischen Grenze bei Bouillon. Zurück geht die N 77 auf die Route imperialé 95. Ihre Gesamtlänge betrug 385 Kilometer. 1973 erfolgte die Verkürzung auf den Abschnitt Auxerre – Châlons-en-Champagne. Sie übernahm dazu von der N60 den Abschnitt zwischen Troyes und Pont-Sainte-Marie:
- N 77 Auxerre -Troyes
- N 60 Troyes – Pont-Sainte-Marie
- N 77 Pont-Sainte-Marie – Châlons-en-Champagne

1978 erfolgte die Übernahme des Abschnittes Clamency bis Auxerre durch die Nationalstraße 151. 2006 wurde sie dann weiter verkürzt und zwar auf den Abschnitt Auxerre – Troyes.